# Sint-Werenfriduskerk (Elst)
De Sint-Werenfriduskerk is een rooms-katholiek kerkgebouw in de Nederlandse plaats Elst in de gemeente Overbetuwe. De kerk maakt sinds 1 januari 2010 deel uit van de Sint-Benedictusparochie. Het is het vierde kerkgebouw op deze plaats. 

## Bouwgeschiedenis

### Schuilkerk
Na de reformatie werd de Grote Kerk in Elst in gebruik genomen door de protestanten. Het katholicisme werd officieel verboden. De katholieken die toch hun geloof wilden uitoefenen moesten hun toevlucht nemen tot schuilkerkjes. Tijdens de Franse tijd in Nederland werd door de Franse bezetter godsdienstvrijheid afgedwongen. Zodoende kon de katholieke gemeenschap in 1802 een bescheiden kerkgebouw aan de dorpstraat in gebruik nemen. Het kerkje werd, net als de Grote Kerk eerst, gewijd aan Werenfried van Elst.

### Waterstaatskerk
Het oude kerkje werd al snel te klein. In 1840-1842 werd op de plaats van het oude kerkje een nieuwe kerk gebouwd met steun van Waterstaat. Architect was H.F. Fijnje.

### Neogotische kerk
Een halve eeuw later had ook deze kerk afgedaan. Wolter te Riele werd gevraagd om voor de parochie een nieuwe, ditmaal neogotische kerk te ontwerpen. De eerste steen werd gelegd in 1907 en in 1908 kon de kerk al worden ingewijd.
Deze kerk werd echter tijdens de oorlog in 1944 zodanig beschadigd, dat nieuwbouw noodzakelijk was.

### Huidige kerk
G.M. Leeuwenberg ontwierp een driebeukige basiliek in de stijl van de Bossche School. De bouw was in 1950 voltooid.